# Грабушиці
Грабушиці (словац. Hrabušice) — село в окрузі Спішска Нова Вес Кошицького краю Словаччини. Площа села 40,89 км². Станом на 31 грудня 2015 року в селі проживало 2486 жителів.

## Географія
Протікають річка Велика Біла Вода і Тепличний потік. Розташовані Кляшторська ущелина; Пєцки і Суха Бела.

## Історія
Перші згадки про село датуються 1279 роком.

## Населення
| Рік:            | 1994. | 2004.    | 2014.   | 2024.   |
| --------------- | ----- | -------- | ------- | ------- |
| Кількість осіб: | 2018  | 2249     | 2436    | 2602    |
| Різниця:        |       | +11,44 % | +8,31 % | +6,81 % |

| Рік:            | 2023. | 2024.   |
| --------------- | ----- | ------- |
| Кількість осіб: | 2585  | 2602    |
| Різниця:        |       | +0,65 % |